# Públio Sulpício Rufo
Públio Sulpício Rufo (em latim: Publius Sulpicius Rufus; m. 88 a.C.) foi um orador e estadista da gente Sulpícia da República Romana que atuou como legado de Pompeu Estrabão em 89 a.C. na Guerra Social e eleito tribuno da plebe no ano seguinte. Sulpício Rufo é conhecido por seu papel na crise política que resultou na primeira guerra civil.

## História
Servindo como legado de Pompeu Estrabão, Sulpício Rufo foi instrumental na derrota de Tito Afrânio durante a Guerra Social. Depois da guerra, apesar de sua origem aristocrática, Sulpício se declarou a favor dos populares de Caio Mário no início da década de 80 a.C.. Ele estava profundamente endividado e aparentemente Mário havia lhe prometido ajuda caso ele fosse nomeado comandante da Primeira Guerra Mitridática, que já havia sido concedida pelo Senado, dominado pelos aristocratas, ao líder dos optimates, Lúcio Cornélio Sula. Para assegurar a nomeação de Mário, Sulpício apresentou uma lei pela qual os recém-nomeados cidadãos romanos das cidades aliadas italianas e os libertos poderiam superar em muito os votos dos antigos eleitores na Assembleia popular. A maioria dos senadores foi contra e um justitium (uma proibição de atividades públicas) foi proclamada pelos cônsules, mas Mário e Sulpício inflamaram a plebe e os cônsules, temendo por suas vidas, recuaram. As propostas de Sulpício foram aprovadas e, com a ajuda dos novos eleitores, Mário, que na época era um privatus, ou seja, um cidadão sem cargo eletivo, recebeu o comando da guerra ignorando a decisão do Senado.
Sula, que estava cercando Nola, um dos últimos redutos dos rebeldes da Guerra Social, imediatamente marchou para Roma com seu exército, uma decisão sem precedentes na história romana. Incapazes de resistir, Mário e Sulpício fugiram. Mário conseguiu chegar até a costa e embarcou para a África, mas Sulpício acabou descoberto numa vila em Laurentium e foi executado. Sua cabeça foi enviada a Sula, que anulou suas leis e exibiu a cabeça de seu adversário no Fórum Romano. 
Sulpício parece ter sido um reformista moderado que foi forçado pelas circunstância a se tornar um dos líderes da revolta democrática. Embora ele tenha vetado decisões do controverso tribuno Caio Norbano e tenha resistido a uma proposta de repelir decisões judiciais através de plebiscitos, ele não hesitou em irritar a família dos Júlios ao se opor à candidatura de Caio Júlio César Estrabão Vopisco ao consulado por ele não ter sido pretor anteriormente. Suas propostas de expansão da cidadania romana para os italianos eram justas, mas haviam sido aprovadas de forma violenta.

## Orador
Sobre sua reputação como orador, Cícero conta que:
| “ | Ele era, de longe, o mais talentoso de todos os oradores que ouvi e, por assim dizer, o mais trágico; sua voz era alta, mas, ao mesmo tempo, doce e clara; seus gestos eram cheios de graça; seu linguajar era rápido e volúvel, mas não redundante ou difuso; ele tentou imitar Crasso, mas não tinha o mesmo charme. | ” |
|   | — Cícero, Brutus 55. |   |

Nenhum discurso de Sulpício sobreviveu e os que atualmente levam seu nome foram escritos por Públio Canúcio. Por sua admiração, Cícero fez de Sulpício um de seus interlocutores em De Oratore.